# Cantó de Montiers-sur-Saulx
El cantó de Montiers-sur-Saulx és un cantó francès del departament del Mosa, situat al districte de Bar-le-Duc. Té 14 municipis i el cap és Montiers-sur-Saulx.

## Municipis
- Biencourt-sur-Orge ;
- Le Bouchon-sur-Saulx ;
- Brauvilliers ;
- Bure ;
- Couvertpuis ;
- Dammarie-sur-Saulx ;
- Fouchères-aux-Bois ;
- Hévilliers ;
- Mandres-en-Barrois ;
- Ménil-sur-Saulx ;
- Montiers-sur-Saulx ;
- Morley ;
- Ribeaucourt ;
- Villers-le-Sec.

## Història
| Data d'elecció                           | Identitat            | Partit                           | Qualitat |
| ---------------------------------------- | -------------------- | -------------------------------- | -------- |
| 1945-1970                                | M. Salin             | Divers droite                    |          |
| 1970-198.                                | M. Dessante          | Centrista, després Divers droite |          |
| 198.-2001                                | Jean-François Renard | UDF                              |          |
| 2001-2008                                | Sylvie Malfait-Benni | Sense etiqueta                   |          |
| 2008-                                    | Daniel Ruhland       | Divers droite                    |          |
| les dades anteriors no són pas conegudes |                      |                                  |          |
|                                          |                      |                                  |          |